# Green Comm Racing
Green Comm Racing es el nombre de un equipo de vela que representa al Real Club Náutico de Valencia de España.
Se inscribió para competir en la Copa América de 2013, pero renunció a ello el 17 de abril de 2012.
El equipo, dirigido deportivamente por Luca Devoti (campeón de Europa en 1997 y medalla de plata olímpica en 2000 en la clase Finn), está compuesto por el olímpico español Alex Muscat, el norteamericano Zach Railey (plata en los JJ.OO de Pekín en la clase Finn), el francés Jonatahn Lobert, el australiano Anthony Nossiter, los croatas Vasilij Zbogar (bronce en los JJ.OO de 2004 y plata en los de 2008 en la clase Láser) e Ivan Klajovic (dos veces campeón de Europa en la clase Finn), y los británicos Ed Wright (ganador de la Finn Gold Cup 2010 en San Francisco) y Paul Hobson.